# Péterfy Emília
Péterfy Emília (Homoródalmás, 1915. november 15. – Kolozsvár, 2000. június 13. ) erdélyi magyar író, tankönyvszerző.

## Életútja
A kolozsvári tanítóképzőben szerzett oklevelet (1934). Tanítónői pályáját 1938-ban Szamosköblösön kezdte, 1939-től Drágon, 1941-től Dióson, 1943-tól Kolozsvárt folytatta, ahol 1948-tól a tanítóképző gyakorló iskolájában tanított. A bukaresti székhelyű Tanügyi és Pedagógiai Könyvkiadó kolozsvári szerkesztője (1951–57), majd lektor (adjunktus) a Pedagógiai Továbbképző Intézetben nyugalomba vonulásáig (1972). Munkássága elismeréseként megkapta az „érdemes tanítónő” címet (1964).

## Munkássága
Munkássága mind pedagógiai, mind szépirodalmi téren a gyermekneveléshez fűződik. Már az iskolák romániai államosításakor (1948) Auer Ferenccel együtt új ábécéskönyvet szerkesztett az elemi iskolások s külön a felnőtt analfabéták számára. Számos elemi iskolai olvasókönyv és nyelvtan, helyesírás-tanítási útmutató, ének-, rajz-, testnevelési és kézimunka-oktatási módszertan társszerzője-szerkesztője; A tanító kézikönyve című sorozatban a fogalmazástanításról (1974), az olvasástanításról, az irodalmi (1976) és az anyanyelvi nevelésről (1969, 1977) jelentek meg könyvei, részben társszerzésben Kuszálik Piroskával. Magyar gyermekek számára a román nyelvtanítást szolgáló elemi iskolai tankönyveket is szerkesztett (1958-83), sőt E. Morărescuval és D. Bendorfeanuval a kisebbségi elemi iskolákban folyó román nyelvtanítás módszertani segédkönyvét is elkészítette (1967, újabb kiadása: 1970, 1976).
1956-80 között kb. 110 szakcikke jelent meg a Tanügyi Újságban; a magyar iskolai hagyományokra támaszkodva, Kisiskolásokról régen és ma, avagy az oktatás ábécéje című tanulmányában (A Hét Évkönyve 1979) felidézi többek között Szőnyi Nagy István 1695-ben Kolozsvárt írt ábécéskönyvét, kiemelve annak hangutánzáson alapuló módszerét.
Mint szépíró elsősorban népi ihletésű meséket, mesés történeteket írt, ezek a Cimbora, Dolgozó Nő, A Haza Sólymai, Jóbarát, Napsugár, Szivárvány hasábjain jelentek meg. Mély líraiság, mókára hajló kedvtelés, szelíd humor, a gyermek és a természet szeretete, féltése jellemzi kisiskolások számára írt-összeállított köteteit. Könyveinek hangulatát a legtöbb esetben Soó Zöld Margit illusztrációi is erősítették. „Mindent gondozni kell, ami fiatal. És gondozni kell az idősebbeket is, az idősebb fákat, madarakat és embereket. Mert ettől lesz szép a világ. ~ szerényen, szelíd női kézzel egy ilyen szép világért dolgozott” – írta róla Bajor Andor (Utunk 1975/48).
A meséken, állat- és gyermektörténeteken, gyermekregényeken át jutott el a nagyobb lélegzetű regény műfajához, hogy a felnőtteknek is szóljon. Fenyő és folyondár (1968) című regényében két rokonszenves hős, Zsuzsika és Ádám egymásra találását meséli el; öngyötrő vívódások árán kristályosodik ki számukra a boldogsághoz vezető út. Róla írt cikkében a kritikus (Kuszálik Piroska) külön kiemeli az író „ízesen gyöngyöző, olykor ritmusban lüktető, az udvarhelyi nyelvezet tövéről metszett” prózáját (Előre 1968. június 30.).
Írt egy hangjátéksorozatot is Erdei képeslapok címmel, amelyet a kolozsvári és a marosvásárhelyi rádió magyar adásai sugároztak.

### Irodalmi kötetek
- Kincset ér (ifjúsági regény, 1955)
- Csicseri Csincsi (gyermekregény, 1956)
- Erdőn innen, hegyen túl (gyermekregény, 1957)
- Ághegyen cinke (gyermekregény, 1958)
- A kis szekér és más elbeszélések (1962)
- Csippenfütty (egy vízirigó regénye, 1963)
- Kis fiúk, nagy hegyek. Regény; Ifjúsági, Bukarest, 1965
- Fenyő és folyondár (regény, 1968)
- Aranyágon búbos cinke (versek, mesék, mondókák, 1981)
- Óka, Nóka, Anóka, három kópé manóka (gyermekregény, 1978)
- Nyitva van az aranykapu (versek, mesék, játékok óvodásoknak. Gyűjtemény; társszerzők Bócz Irma, Jancsik Pál, Selmeczi Marcella, Farkas János, 1982)
- Tiritarka madárka (nyelvi játékok, játékos fejtörők, Kolozsvár 1984)
- Baka Judit–Péterfy Emília: Tarkabarka bokréta. Nyelvi játékok, fejtörők, tréfák kicsiknek és nagyoknak; Kriterion, Bukarest, 1995

### Tankönyvek, módszertani segédkönyvek
- Ábécéskönyv (Auer Ferenccel, 1948)
- Petőfi emlékére (Kolozsvár 1948)
- Ábécéskönyv felnőtt analfabéták részére (1949)
- Olvasókönyv és nyelvtan az I. osztály számára (Kuszálik Piroskával, 1964; 1978-ig összesen 12 kiadásban)
- Magyar nyelv. Tankönyv a II. osztály számára (Kuszálik Piroskával, 1965; 1984-ig összesen 16 kiadásban)
- Gyakorlati útmutató a nyelvtan és helyesírás tanítására az I-IV. osztályban (Kuszálik Piroskával, 1969; 1975)
- Magyar nyelv. Tankönyv a III. osztály számára (Kuszálik Piroskával, 1970; 1991-ig összesen 19 kiadásban)
- Magyar nyelv. Tankönyv a IV. osztály számára (Kuszálik Piroskával, 1971; 1991-ig összesen 18 kiadásban)
- Vers, ének, játék, mese az óvodában. (Selmeczi Marcellával és Maxim Évával, 1971; javított kiadás 1976)
- A tanító kézikönyve. Fogalmazás az I–IV. osztályban (1974; 1976)
- A tanító kézikönyve. Anyanyelvi nevelés az I–IV. osztályban (Kuszálik Piroskával, 1969, 1977)
- A tanító kézikönyve. Olvasás – irodalmi nevelés az I–IV. osztályban (1976)
- Módszertani alapfogalmak a természetismeret, matematika és földrajz tanítására az I–IV. osztályban (Tankönyv a pedagógiai líceumok számára. Reményi Sándorral és Vofkori Lászlóval, 1979)